# Храмов, Анатолий Геннадьевич
Анато́лий Генна́диевич Хра́мов (род. 15 октября 1958 года) — офицер военно-морского флота Российской Федерации, гидронавт-испытатель. Проходил службу командиром водолазов-глубоководников на аварийно-спасательных судах Северного флота. Впервые в России совершил двухнедельное гипербарическое погружение на глубину 500 метров, старший научный сотрудник Государственного научно-исследовательского института аварийно-спасательного дела, водолазных и глубоководных работ, Герой Российской Федерации (15.05.1995). Капитан 1-го ранга (27.06.1997).

## Биография
Родился 15 октября 1958 года в городе Ленинграде в семье потомственного моряка — офицера военно-морского флота. В раннем детстве несколько лет жил в Риге по тогдашнему месту службы отца. В школьные годы занимался в Юношеском клубе космонавтики им. Г. С. Титова (11-й выпуск, 1974 год) Ленинградского Дворца пионеров, после встречи с космонавтом Валерием Рождественским мечтал стать космонавтом. После окончания средней школы № 277 в Ленинграде решил поступить в Качинское высшее военное авиационное училище лётчиков, но передумал. 

### Служба в Военно-Морском флоте
В 1975 году поступил на кораблестроительный факультет Высшего военно-морского инженерного училища имени Ф. Э. Дзержинского. В 1976 году на факультете, где учился Анатолий, открылась специализация «аварийно спасательная, водолазная», на которую он перешёл на втором курсе.
В 1980 году с отличием окончил училище и был назначен командиром водолазов-глубоководников на спасательное судно «Алтай» Северного флота России. В 1981 году окончил Высшие специальные офицерские классы ВМФ. С 1982 года переведён на должность помощника командира по спасательным работам и начальника поисково-спасательной службы спасательного судна «Владимир Трефолев» (СС-87). При выполнении служебных обязанностей проявлял разумную инициативу: при подъёме с глубины 270 метров (запредельная глубина для водолазов) акустической станции, используя штатную рабочую камеру РК-680, водолазы по предложению Храмова завели в её конструкцию адмиралтейский якорь, подняли станцию до малых глубин, после чего Храмов лично спустился под воду, осмотрел станцию и надёжно закрепил подъёмный трос.
В 80-е годы вышло постановление правительства — изучить мировой океан. Была поставлена задача — установить, сможет ли человек длительно работать на глубине и вернуться живым и здоровым. Мы в составе группы водолазов проводили эксперименты в испытательном комплексе в Ломоносове. Сначала погружались на 300 метров, потом — на 350, 400, 450 и 500!
В 1986 году был переведён на службу в Государственный научно-исследовательский институт аварийно-спасательного дела, водолазных и глубоководных работ МО СССР (40 ГНИИ МО РФ) младшим научным сотрудником. В августе 1986 года капитан-лейтенант Храмов вместе со старшим лейтенантом Г. Н. Яковчуком руководил водолазными работами в ходе операции по подъёму затонувшей плавбазы «Атрек». Храмов помогал личному составу спасательных судов «Эльбрус» и «Алагез» осваивать глубоководные водолазные костюмы.
В 1988 году стал старшим научным сотрудником института. В 1987 году в гидробарокомплексе ГБК-50 института Храмов, вместе с другими водолазами-акванавтами А. С. Мажаренко, В. Л. Розумовичем, В. И. Незнаевым и врачами А. Р. Бойцовым и А. П. Неустроевым участвовал в экспериментальных водолазных спусках методом длительного погружения на глубину 300 метров под руководством полковника медицинской службы В. В. Семко (Героя Социалистического Труда). В октябре-декабре 1988 года Храмов являлся руководителем группы водолазов, которые участвовали в научном эксперименте по пребыванию в барокамере под давлением, равным глубине 400 метров. Испытатели пробыли в барокамере месяц, а после этого ещё месяц проходили декомпрессию. Во время научного эксперимента Храмову было присвоено звание капитан 3 ранга, а после его окончания он был награждён орденом Красного Знамени .
С 1989 по 1995 год Храмов курировал разработку и испытания ряда опытных образцов водолазного снаряжения. В 1995 году впервые в России он вместе с капитаном 1-го ранга В. С. Сластеном участвовал в длительном научном эксперименте — двухнедельном гипербарическом погружении на глубину 500 метров, в ходе которого над гидронавтами-испытателями был проведён ряд научных опытов и медицинских наблюдений, призванных лучше изучить проблемы пребывания человека на сверхглубинах. Экспериментом руководил одноклассник Храмова по училищу Герой Советского Союза капитан 2 ранга А. И. Ватагин. К званию Героя Российской Федерации Анатолия Храмова представляли семь раз, но по разным причинам звание не присваивали.
Указом Президента Российской Федерации от 15 сентября 1995 года за мужество и героизм, проявленные при выполнении специального задания в условиях, сопряжённых с риском для жизни, капитану 2-го ранга Анатолию Геннадиевичу Храмову было присвоено звание Героя Российской Федерации с вручением медали «Золотая Звезда» № 217.
В 1996 году Храмов был назначен начальником отдела Государственного научно-исследовательского института аварийно-спасательного дела, водолазных и глубоководных работ МО РФ, а в апреле 2000 года начальником научно-исследовательского управления того же института. В августе 2000 года, являясь руководителем водолазной группы спасательного судна «Владимир Трефолев», капитан 2 ранга Храмов участвовал в спасательных операциях на месте гибели атомной подводной лодки «Курск». До 2009 года участвовал в 12 спасательных операциях — отработал под водой около 5000 часов. Автор 40 публикаций по профессиональным вопросам водолазного дела. Имеет 10 патентов на изобретения.
В марте 2009 года был избран депутатом муниципального собрания муниципального образования города Ломоносов четвёртого созыва от Санкт-Петербургского регионального отделения партии «Единая Россия», но в июле того же года подал заявление о досрочном сложении полномочий.
В настоящее время капитан 1 ранга запаса Храмов является руководителем группы — главным водолазным специалистом ООО «Дайвтехносервис».
Имеет двоих дочерей, проживает в городе Ломоносове.

## Награды и звания
- Герой Российской Федерации (15 сентября 1995, медаль «Золотая Звезда» № 217);
- орден «За военные заслуги» (13.03.2002)[15].;
- орден Красного Знамени (1989);
- медали[2].
- Почётный гражданин Санкт-Петербурга[16]